# Mattia Gavazzi
Mattia Gavazzi (Iseo, 14 giugno 1983) è un ex ciclista su strada italiano, professionista dal 2006 al 2016 e vincitore di due edizioni del Giro di Toscana.

## Carriera
Figlio di Pierino Gavazzi, grande ciclista degli anni settanta e ottanta, e fratello minore di Nicola Gavazzi, professionista dal 2001 al 2004, Mattia Gavazzi ottiene importanti successi tra gli Under-23: specialmente nella stagione 2004, si aggiudica tra le altre il Trofeo Papà Cervi a Gattatico, il Circuito del Porto a Cremona e una tappa del Girobio a Rieti. A margine dell'attività sportiva, per due volte viene trovato positivo alla cocaina, la prima quando ancora correva tra gli juniores, la seconda nel 2004 tra gli Under-23.
Proprio per la seconda positività, che gli costa 14 mesi di squalifica, nel 2005 è inattivo; passa professionista nel 2006 in maglia Team LPR, trasferendosi poi, a maggio, all'Amore & Vita di Ivano Fanini. Solo nel 2007, con la Kio Ene-Tonazzo, arrivano i primi successi, ben sei, in alcune corse a tappe di classe .2 del calendario UCI Europe Tour. Nel 2008, passato alla Preti Mangimi, coglie quattro successi, tra cui quello il 4 maggio nel prestigioso Giro di Toscana e quello nell'ultima tappa del Brixia Tour.
Nel 2009 con la Serramenti PVC Diquigiovanni-Androni Giocattoli di Gianni Savio ottiene ben undici vittorie in tre continenti: a inizio stagione si impone nella tappa inaugurale del Tour de San Luis in Argentina e in ben quattro tappe del Tour de Langkawi in Malaysia, mentre tra maggio e luglio vince una frazione al Settimana Ciclistica Lombarda, tre al Vuelta a Venezuela e altre due al Brixia Tour. Nel 2010, dopo numerosi piazzamenti, torna al successo con la nuova squadra Colnago-CSF Inox nella Settimana Ciclistica Lombarda. Nello stesso anno, a seguito di un controllo effettuato proprio durante la Settimana Ciclistica Lombarda, viene trovato nuovamente positivo alla cocaina e prima sospeso dall'UCI, poi squalificato per due anni e mezzo.
Rientrato alle corse nel 2013 con l'Androni Giocattoli-Venezuela di Gianni Savio, ottiene quattro vittorie, tra cui il secondo Giro di Toscana. Nel 2014, dopo l'anonima esperienza alla Christina Watches-Kuma, si trasferisce (è per lui un ritorno) all'Amore & Vita-Selle SMP. Con il team italo-ucraino ottiene cinque successi di tappa tra Tour of Qinghai Lake, Tour of China I e II e Tour of Fuzhou, competizioni dell'UCI Asia Tour.
Nel 2015, sempre tra le file dell'Amore & Vita, ottiene ben dodici vittorie, record personale. Dopo una tappa alla Vuelta Mexico e una al Tour of Estonia, ottiene i restanti successi in Cina: quattro tappe al Tour of Qinghai Lake, tre al Tour of China II, con l'affermazione anche nella classifica finale, e due al Tour of Fuzhou. Nell'aprile 2016 l'UCI comunica che è risultato positivo alla cocaina (per la quarta volta in carriera) durante il Tour of Qinghai Lake dell'anno precedente; viene per questo squalificato per quattro anni, fino al 9 luglio 2019.

## Palmarès
- 2002 (G.S. Garda Calze Resine Ragnoli, Dilettanti Elite/Under-23)

Coppa Mobilio Ponsacco
- 2003 (G.S. Garda Calze Resine Ragnoli, Dilettanti Elite/Under-23)

Trofeo Antonietto Rancilio
Coppa San Biagio
Coppa Mobilio Ponsacco
- 2004 (G.S. Garda Calze Resine Ragnoli, Dilettanti Elite/Under-23)

100 km di Nuvolato
Trofeo Lampre
Gran Premio Agostano
Coppa San Biagio
Alta Padovana Tour
Trofeo Papà Cervi
Trofeo Gino Visentini
Circuito del Porto-Trofeo Internazionale Arvedi
10ª tappa Girobio (Rieti > Rieti)
- 2007 (Kio Ene-Tonazzo-DMT, sei vittorie)

2ª tappa Istrian Spring Trophy (Parenzo > Zelena Laguna)
3ª tappa Istrian Spring Trophy (Parenzo > Zelena Laguna)
1ª tappa Tour de Normandie (Mondeville > Forges-les-Eaux)
2ª tappa, 1ª semitappa Tour de Normandie (Forges-les-Eaux > Aubevoye)
2ª tappa, 2ª semitappa Tour de Normandie (Gaillon > Elbeuf)
2ª tappa Vuelta a Navarra (Tudela > San Adrián)
- 2008 (Preti Mangimi-Prisma Stufe, quattro vittorie)

2ª tappa Settimana Ciclistica Lombarda (Brignano Gera d'Adda > Costa Volpino)
Giro di Toscana
5ª tappa Circuit de Lorraine (Rombas > Hayange)
5ª tappa Brixia Tour (Pisogne > Darfo Boario Terme)
- 2009 (Serramenti PVC Diquigiovanni-Androni Giocattoli, undici vittorie)

1ª tappa Tour de San Luis (San Luis > Villa Mercedes)
1ª tappa Tour de Langkawi (Putrajaya > Senawang)
2ª tappa Tour de Langkawi (Senawang > Malacca)
3ª tappa Tour de Langkawi (Malacca > Malacca)
6ª tappa Tour de Langkawi (Batang Kali > Shah Alam)
3ª tappa Settimana Ciclistica Lombarda (Boltiere > Zingonia)
3ª tappa, 1ª semitappa Vuelta a Venezuela (Anaco > Anaco)
3ª tappa, 2ª semitappa Vuelta a Venezuela (Aragua de Barcelona > Valle de la Pascua)
4ª tappa Vuelta a Venezuela (Valle de la Pascua > Valle de la Pascua)
1ª tappa, 1ª semitappa Brixia Tour (Orzinuovi > Orzinuovi)
5ª tappa Brixia Tour (Pisogne > Darfo Boario Terme)
- 2010 (Colnago-CSF Inox, una vittoria)

2ª tappa Settimana Ciclistica Lombarda (Dalmine > Dalmine)
- 2013 (Androni Giocattoli-Venezuela, quattro vittorie)

7ª tappa Tour de San Luis (San Luis > Juana Koslay)
Giro di Toscana
3ª tappa, 2ª semitappa Sibiu Cycling Tour (Sibiu > Sibiu)
3ª tappa Vuelta a Venezuela (Caripe > Puerto La Cruz)
- 2014 (Amore & Vita-Selle SMP, cinque vittorie)

11ª tappa Tour of Qinghai Lake (Yinchuan > Yinchuan)
13ª tappa Tour of Qinghai Lake (Lanzhou > Lanzhou)
2ª tappa Tour of China I (Chenggu > Hanzhong)
1ª tappa Tour of China II (Xining Langshan > Xining Langshan)
3ª tappa Tour of Fuzhou (Yongtai > Yongtai)
- 2015 (Amore & Vita-Selle SMP, dodici vittorie)

6ª tappa Vuelta Mexico (Toluca > Toluca)
2ª tappa Tour of Estonia (Tartu > Tartu)
8ª tappa Tour of Qinghai Lake (Xunhua > Linxia)
10ª tappa Tour of Qinghai Lake (Tianshui > Tianshui)
11ª tappa Tour of Qinghai Lake (Tianshui > Pingliang)
13ª tappa Tour of Qinghai Lake (Shuidonggou > Yinchuan)
1ª tappa Tour of China II (Chongqing Banan > Chongqing Banan)
4ª tappa Tour of China II (Chenzhou > Zixing)
5ª tappa Tour of China II (Qingyuan > Qingyuan)
Classifica generale Tour of China II
1ª tappa Tour of Fuzhou (Fuzhou > Fuzhou)
3ª tappa Tour of Fuzhou (Yongtai > Yongtai)

### Altri successi
- 2007 (Kio Ene-Tonazzo-DMT)

Univest Grand Prix
- 2009 (Serramenti PVC Diquigiovanni-Androni Giocattoli)

Classifica a punti Tour de Langkawi
- 2014 (Amore & Vita-Selle SMP)

Classifica a punti Tour of Fuzhou
- 2015 (Amore & Vita-Selle SMP)

Classifica a punti Tour of China II
Classifica a punti Tour of Fuzhou

## Piazzamenti

### Grandi Giri
- Giro d'Italia

2013: ritirato (17ª tappa)

### Classiche monumento
- Milano-Sanremo

2010: ritirato